# Roy Orbison Sings Don Gibson
Roy Orbison Sings Don Gibson är ett studioalbum av Roy Orbison, utgivet i januari 1967 på skivbolaget MGM Records. Albumet, ett tributalbum till countrymusikern Don Gibson, är producerat av Wesley Rose och Jim Vienneau.

## Låtlista
Samtliga låtar är skrivna av Don Gibson.
1. "The Same Street"
2. "Far Far Away"
3. "Big Hearted Me"
4. "Sweet Dreams"
5. "Oh, Such a Stranger"
6. "Blue, Blue Day"
7. "What About Me"
8. "Give Myself a Party"
9. "Too Soon to Know"
10. "Lonesome Number One"